# Энгельмейер, Пётр Климентьевич
Пётр Климентьевич Энгельмейер (23 марта [4 апреля] 1855, Москва — 2 июля 1942, Переделкино) — российский инженер, популяризатор технической мысли, философ техники.

## Биография
Дед Петра Энгельмейера, выходец из Германии, был в Вологде начальником медицинского управления, действительным статским советником. Его отец имел поместье недалеко от Рязани, а мать, урожденная Таптыкова, была из мелкопоместной семьи. Энгельмейеры имели также дом в Москве.
Окончил Московское высшее техническое училище в 1881 году, работал инженером на различных заводах, в том числе в Германии, был редактором и издателем журнала «Техник», учителем механики в средней технической школе, в воскресной и вечерней школе для рабочих, служащим страхового общества «Россия», преподавал в Московском высшем техническом училище.
Энгельмейер был членом различных технических обществ, в том числе Политехнического (с 1882), Российского технического общества (с 1885), Общества содействия успехам опытных наук и их практических применений и других.
Написал ряд статей для Энциклопедического словаря Гранат. Позиционировал свои труды, как разработку «философии техники» — направление, привлекающее внимание также и некоторых современных исследователей в России.
С 1909 года Энгельмейер преподавал курс автомобилестроения, а в 1916 году издал одно из первых учебных пособий в России, посвященных обучению автоделу — «Катехизис шофера». Он сам совершил автопробег из Парижа в Москву с сыном Володей.
С 1921 по 1929 года Энгельмейер преподавал историю и философии техники на экономическом факультете Бакинского политехнического института. С 1927 по 1929 года он руководил в Москве созданным им кружком по общим вопросам техники при Политехническом обществе Всесоюзной ассоциации инженеров.

## Семья
- жена - Мария Иосифовна Энгельмейер.
- дочь - Вера (1891).
- сын -  Владимир (1893-1966) - русский морской военный лётчик, поручик по Адмиралтейству, участник Первой мировой войны. Георгиевский кавалер. Участник Гражданской войны в России. В эмиграции во Франции[5].

## Научные труды

### Монографии и брошюры
- Энгельмейер П. К. Экономическое значение современной техники. — М.: Русская типолитография, 1887. — 51 с.
- Энгельмейер П. К. Изобретения и привилегии. Руководство для изобретений. — М., 1897. — 176 с.
- Энгельмейер П. К. Технический итог XIX-го века". Вып. 1. — М.: Тип. К. А. Казначеева, 1898.
- Энгельмейер П. К. Критика научных и художественных взглядов гр. Л. Н. Толстого. — М., 1898. — 72 с.
- Энгельмейер П. К. Технический итог XIX-го века. Вып.2. — М.:Тип. К. А. Казначеева, 1898. — 107 с.
- Энгельмейер П. К. «Философия техники»[6] — основная работа Петра Климентьевича, впервые изданная в 1912 году, состоящая из четырёх выпусков:
  - В первом выпуске давалось общее содержание предмета. Вып. 1. — 96 с.
  - Второй выпуск был посвящён анализу философских проблем. Вып. 2. — 160 с.,
  - Третий выпуск включал в себя проблемы жизни и носил название «Наша жизнь». Вып. 3. — 94 с.
  - Четвёртый выпуск («Техницизм») определяет творение человеком искусственного мира.
- Энгельмейер П. К. Париж-Москва на автомобиле. — М., 1909. — 180 с.
- Энгельмейер П. К. Теория творчества. — СПб.: Образование, 1910. — 210 с.
- Энгельмейер П. К. Руководство к привилегированию изобретений. — СПб.: Образование, 1911.
- Энгельмейер П. К. Творческая личность и среда в области технических изобретений. — СПб.: Образование, 1911. — 116с.
- Энгельмейер П. К. Автомобиль. Мотоциклет. Моторная лодка. — М., 1912. — 215 с.
- Энгельмейер П. К. В защиту общих идей в технике. — 1915.
- Энгельмейер П. К. Катехизис шофера. — М., 1916. — 22 с.
- Энгельмейер П. К. Конспект лекций по философии техники. Ч. 1. История техники. — Баку, 1922
- Энгельмейер П. К. Как надо и не надо изобретать. Конспект лекций с диапозитивами. — М, 1925.
- Энгельмейер П. К., Укше Б. А., Веселовский М. Н. Моторная лодка. — М-Л.: Гос. изд-во, 1930. — 94 с.

### Статьи
- Энгельмейер П. К. Основы механики // Техник. — 1888. — № 156. — С. 109—111.
- Энгельмейер П. К. Очерки состояния техники за 1888 год // Техник. — 1888. — № 171. — С.2.
- Энгельмейер П. К. Привилегии в России // Техник. — 1888. — № 159. — С. 145—147.
- Энгельмейер П. К. О съезде русских деятелей по техническому и профессиональному образованию // Техник. — 1889. — № 173. — С. 43.
- Энгельмейер П. К. О технических знаниях // РТО. Съезд по техническому и профессиональному образованию. 1889. Тр. II отделения. СПб., 1890. — С. 346—354.
- Энгельмейер П. К. Что нужно для изобретения машин? // Наука и жизнь. — 1890. — № 48. — С. 762.
- Энгельмейер П. К. Теория познания Э. Маха // Вопросы философии и психологии. — 1897.
- Энгельмейер П. К. Проектирование машин. Психологический анализ // Техническое образование. — 1899. — № 3. — С. 44-65.
- Энгельмейер П. К. Новое направление в высшем образовании вообще и в техническом в частности // Технический сборник и вестник промышленности. — 1900. — № 6.
- Энгельмейер П. К. Техника как искусство // Научное обозрение. — 1900. — № 6.
- Энгельмейер П. К. Техника как фактор культуры // Мир божий. — 1900. — № 7. — С.70-82.
- Энгельмейер П. К. Энгельмейер П. К. Техника как искусство // Научное обозрение. 1900. — № 6. — С. 1022.
- Энгельмейер П. К. Философия техники. Библиографический очерк инж.-мех. П. К. Энгельмейера // Бюллетени Политехнического общества. — 1905. — № 3. — С. 198—200.
- Энгельмейер П. К. Что такое: принцип, система и конструкция в машинах. // Бюллетень Политехнического общества 1907. — № 7. — С. 403—407.
- Энгельмейер П. К. Успехи философии техники // Бюллетень Политехнического общества. — 1913. — № 5, 6.
- Энгельмейер П. К. Эврология, или всеобщая теория творчества // Вопросы теории и психологии творчества . Т.5. / Под. Ред. Б. А. Лезина. Харьков, 1914. — С. 131—160.
- Энгельмейер П. К. В защиту общих идей техники // Вестник инженеров. — 1915. — Т. 1. — № 3.
- Энгельмейер П. К. Эврология, или всеобщая теория творчества // Вопросы теории и психологии творчества. Т. 7. /Под. Ред. Б. А. Лезина. Харьков, 1916. — С. 131—160.
- Энгельмейер П. К. Нужна ли нам философия техники? // Инженерный труд. — 1929. — № 2. — С. 36-40.
- Энгельмейер П. К. Мои автомобильные воспоминания // Социалистическая реконструкция и наука. — 1936. — № 2.

## Автоспорт
В 1894 году состоялась первая в мире соревновательная автомобильная гонка, по маршруту Париж — Руан. И в техническую комиссию исторического события был включён Пётр Климентьевич, как представитель Российской империи. На тот момент он работал преподавателем Императорского Московского технического училища.